# Jérôme Nday Kanyangu Lukundwe

Jérôme Nday Kanyangu Lukundwe (1929 - 13 de junio de 2011) fue un obispo de la Iglesia católica de la Diócesis de Kongolo, República Democrática del Congo.
Ordenado sacerdote en 1962, Nday Kanyangu Lukundwe fue nombrado obispo de la diócesis de Kongolo en 1971; se retiró en 2007.